# Wayne Comer
Wayne Comer (Shenandoah, Virginia; 3 de febrero de 1944-Shenandoah, Virginia; 4 de octubre de 2023) fue un beisbolista estadounidense que jugó seis temporadas en la MLB con tres equipos en la posición de outfielder y ganó la Serie Mundial de 1968.

## Carrera
A nivel colegial jugó baloncesto, béisbol y fútbol americano, pero se decidió por el béisbol a pesar de ganar el premio al mejor equipo del estado en fútbol americano.
En 1962 sería contratado por los Washington Senators como agente libre, pero solo estaría con los equipos de ligas menores y sería cambiado a los Detroit Tigers por Bobo Osborne.
En septiembre de 1967 sería llamado al primer equipo de los Detroit Tigers, debutando el 17 de septiembre, participando en cuatro partidos. El 15 de octubre de 1968 sería reclamado por los Seattle Pilots como la selección 41 en el Draft de expansión luego de ganar la Serie Mundial de 1968 con los Tigers. Al año siguiente sería titular como outfielder, liderando al equipo en carreras anotadas con 88, segundo en cuadrangulares con 15 y 18 bases robadas. En 1970 el club se mudaría a Milwaukee y pasarían a ser los Milwaukee Brewers donde apenas jugó 13 partidos.
El 10 de mayo de 1970 sería cambiado a los Washington Senators por Hank Allen y Ron Theobald. participó en 77 partidos con los Senators. El 5 de diciembre de 1970 sería adquirido por los Detroit Tigers, pero la temporada de 1971 la inició en las ligas menores. Al año siguiente sería llamado al primer equipo a causa de lesiones en su nómina, jugado 27 partidos en esa temporada.
Pasaría los siguientes dos años en las ligas menores y ser retiraría como jugador en 1974.

## Tras el retiro
Luego de retirarse del béisbol, Comer regresó a Virginia, donde fue entrenador de béisbol en el Spotswood High School por varios años, ganó el Entrenador del Año en el 2000, y renunció en 2006. De 2009 a 2023 dirigió al Page County High School en Virginia.
Comer se casó en enero de 1963 con Joyce Nauman. Tuvo tres hijos, Timothy Wayne (nacido en 1965), Paul Allen (nacido en 1968) y Shaun Christopher (nacido en 1980).